# Toni Mark
Toni Mark (* 29. Oktober 1934 in Wien; † 10. März 1959 in Tegernsee) war ein österreichischer Skirennläufer. Er feierte mehrere Siege bei internationalen Rennen, wurde 1959 österreichischer Meister in der Kombination und verunglückte kurz danach bei einem Abfahrtslauf in Rottach-Egern tödlich.

## Biografie
Mark wurde 1934 als ältestes von neun Geschwistern einer Arbeiterfamilie in Wien geboren. Er wuchs in Saalfelden im Land Salzburg auf, begann als Kind mit dem Skilauf und nach Ende des Zweiten Weltkrieges mit wettkampfmäßigem Skirennsport. Mark absolvierte eine Lehre als Zimmermann, war einige Jahre beim Bau von Materialseilbahnen tätig und arbeitete bis zu seinem Tod in der Mittersiller Skifabrik (Blizzard).
Die ersten Erfolge im Skirennsport stellten sich zu Beginn der 1950er-Jahre ein, damals gehörte Mark dem Salzburger Landeskader an. Er gewann von 1953 bis 1955 acht Medaillen bei Österreichischen Juniorenmeisterschaften und 1954 alle Disziplinen bei den Salzburger Landesmeisterschaften. Mark wurde in der Saison 1954/1955 in den österreichischen Nationalkader aufgenommen und erzielte im selben Winter die ersten Podestplätze bei FIS-Rennen. Nach weiteren Podestplätzen in der Saison 1955/1956 feierte er im Winter 1956/1957 mehrere Siege: Er gewann Abfahrt und Kombination der 3-Tre-Rennen in Madonna di Campiglio, ebenfalls Abfahrt und Kombination in Crans-Montana, den Slalom der Arlberg-Kandahar-Rennen in Chamonix sowie Abfahrt, Slalom und Kombination in Tatranská Lomnica. Ein Formtief zu Beginn des nächsten Winters verhinderte aber eine Teilnahme an den Weltmeisterschaften 1958 in Bad Gastein, lediglich als Vorläufer kam er dort zum Einsatz. Am Ende der Saison gelangen ihm wieder zwei Siege im Slalom und in der Abfahrt des Gornergrat-Derbys in Zermatt.

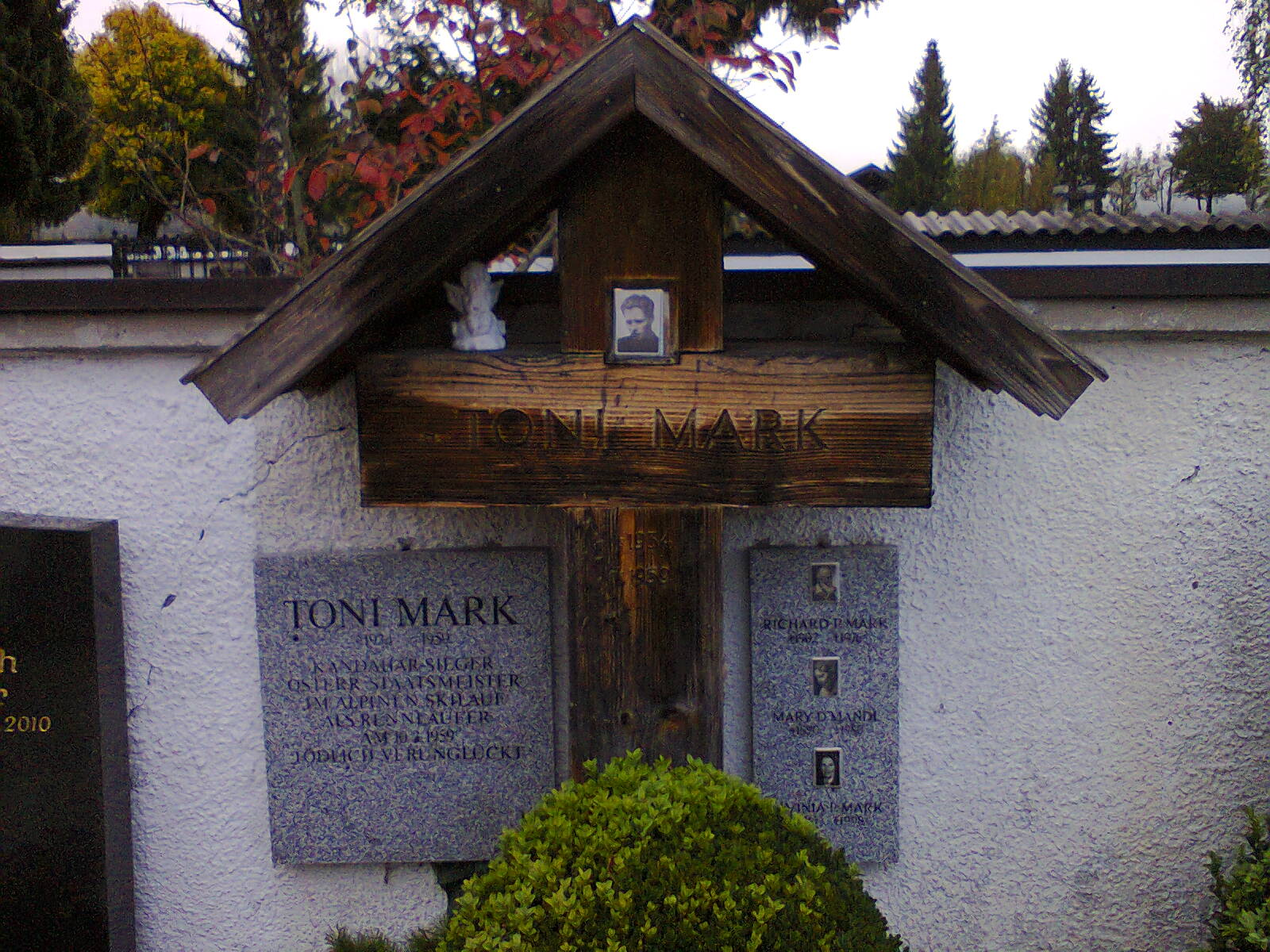
Grab von Toni Mark am Saalfeldener Friedhof

Im Winter 1958/1959 blieb Mark zunächst ohne Podestplatz, bis er bei den Österreichischen Meisterschaften in Kitzbühel wie schon im Vorjahr Zweiter im Slalom wurde und sich damit den österreichischen Meistertitel in der Kombination sicherte. Sechs Tage später, am 7. März 1959, kam Toni Mark in der Abfahrt der 4. Internationalen Skirennen um den Goldenen Schild vom Wallberg im bayerischen Rottach-Egern schwer zu Sturz. Er kam kurz vor dem Ziel von der Piste ab und fuhr in eine Zuschauergruppe, erlitt schwere Kopfverletzungen und starb drei Tage später, am Morgen des 10. März 1959, im Krankenhaus von Tegernsee. Toni Mark wurde auf dem Ortsfriedhof von Saalfelden beigesetzt. Zu seinem Andenken wurden von 1961 bis in die 1970er-Jahre in seinem Heimatort Saalfelden abwechselnd mit Saalbach-Hinterglemm und Zell am See die Toni-Mark-Gedächtnisrennen veranstaltet.
Es war der zweite tödliche Unfall im Skirennsport binnen kurzer Zeit, nachdem einen Monat zuvor der Kanadier John Semmelink in der Kandahar-Abfahrt von Garmisch-Partenkirchen verunglückte. Diese Unfälle veranlassten den Internationalen Skiverband FIS zu tiefgreifenden Reformen. So wurden beim FIS-Kongress im Juni 1959 die Sturzhelmpflicht sowie die Durchführung eines rennmäßigen Trainings („Nonstop“) in Abfahrten, die Einführung eines für die Sicherheit verantwortlichen Technischen Delegierten und bessere Sicherheitsvorkehrungen an den Pisten in Form von Fangnetzen, Strohballen und größeren Sturzräumen beschlossen.

## Erfolge

### Siege in FIS-Rennen
- 1957: Abfahrt und Kombination der 3-Tre-Rennen in Madonna di Campiglio
- 1957: Slalom, Abfahrt und Kombination in Tatranská Lomnica
- 1957: Slalom der Arlberg-Kandahar-Rennen in Chamonix
- 1957: Abfahrt und Kombination in Crans-Montana
- 1958: Slalom und Abfahrt des Gornergrat-Derbys in Zermatt

### Österreichische Meisterschaften
- Österreichischer Meister in der Kombination 1959